# Manuel Gübeli
Manuel Gübeli (* 1976 in Cham) ist ein Schweizer Filmemacher, Künstler und Autor.

## Leben
Gübeli ist Absolvent des MAZ – die Schweizer Journalistenschule, hat ein abgeschlossenes Filmstudium der Hochschule Design & Kunst in Luzern (HSLU) und absolvierte am Filmhaus Babelsberg Weiterbildungen in Drehbuch und Schauspielführung. Er war von 1999 bis 2010 als Journalist bei der Neuen Luzerner Zeitung tätig und hat dort unter anderem die Magazinredaktion und das Kulturressort geleitet. 2020 erhielt er für den Film Being Sascha den Basler Kurzfilmpreis. Der Film lief an zahlreichen internationalen Filmfestivals und erhielt diverse Preise. 2023 führte Gübeli beim Solo-Programm NEU von Renato Kaiser Regie. Im März 2025 erschien sein Debüt-Roman Die bestmögliche Vermutung.
Gübeli lebt in Basel und Berlin.

## Filme
- 2014: Sexperiment (Regie & Drehbuch Manuel Gübeli)[10]
- 2016: Eigenleben (Regie & Drehbuch Manuel Gübeli)[11]
- 2020: Being Sascha (Regie & Drehbuch Manuel Gübeli, Produktion Sulaco Film GmbH, ZDF / 3sat)[12]

## Bücher
- 2025: Die bestmögliche Vermutung (Roman, Arisverlag)[13][14]

## Auszeichnungen
Für Eigenleben:
- 2016: Gewinner Bester Kreativfilm Shorts Offenburg[15]

Für Being Sascha:
- 2020: Gewinner des Best Medium length Film Amalgama (Senior Jury Award), Valencia, Festival Internacional de Mediometrajes de València La Cabina[6]
- 2020: Basler Kurzfilmpreis[3]
- 2021: Best Cinematography, LGBTQ+ L.A. Film Festival, Los Angeles[16]
- 2021: Best Swiss Short Film an La Fête du Slip, Lausanne[17]